# Franklin Lobos Ramírez
Franklin Erasmo Lobos Ramírez (* 2. Juni 1957 in Copiapó) ist ein ehemaliger chilenischer Fußballspieler.

## Leben

### Verein
Lobos Ramírez debütierte im Alter von 15 Jahren und fünf Monaten in der höchsten chilenischen Spielklasse. Der für seine Freistöße bekannte, „El Mortero Mágico“ genannte Lobos Ramírez spielte bis zu seinem Karriereende 1995 bei diversen chilenischen Vereinen. Dabei absolvierte er 144 Erstligapartien.
1981 spielte er für Comercio de Copiapó. 1982 stand er im Kader von Deportes Antofagasta. In den Jahren 1983 bis 1985 gehörte er CD Cobresal an. Schon im ersten Jahr stieg er mit Cobresal als Zweitligameister in die erste Liga auf. Dort wurde der Verein 1984 sogleich Vizemeister von Chile. In jener Saison sind dort 15 Spiele und fünf Tore in der Primera División Zona Norte in der zweigeteilten ersten Liga für ihn verzeichnet. In den Jahren 1986 und 1987 folgte ein zweites Engagement bei Deportes Antofagasta. Von 1988 bis 1989 kehrte er zu Cobresal zurück. Dem schloss sich von 1990 bis 1991 eine Karrierestation bei Deportes La Serena an. 1993 war er sowohl für die Santiago Wanderers als auch für Deportes Iquique aktiv. 1994 wird er als Spieler bei Unión La Calera geführt. 1995 folgte zum Karriereende ein Engagement bei Regional Atacama.

### Nationalmannschaft
Lobos Ramírez kam in der Olympiamannschaft Chiles während der Qualifikation für die Olympischen Sommerspiele 1984 in Los Angeles zum Einsatz. Beim Olympiaturnier gehörte er dann jedoch nicht zum Aufgebot seines Heimatlandes.

### Nach der aktiven Karriere
Seit dem 5. Januar 2011 ist er Technischer Direktor des chilenischen Vereins Club de Deportes Copiapó.

### Privates
Nach seinem Karriereende nahm er zunächst eine Arbeit als Taxifahrer auf. 2005 wurde er Bergmann in einer chilenischen Mine. Hier gehörte er am 5. August 2010 zu den Verschütteten des Grubenunglücks von San José, als er sich in seiner Funktion als LKW-Fahrer gerade in der Mine befand. Am 14. Oktober 2010 um 0:18 Uhr CET wurde er als 27. Kumpel wieder ans Tageslicht gebracht.